# Divide & Conquer
 (juin 2021).
Si vous disposez d'ouvrages ou d'articles de référence ou si vous connaissez des sites web de qualité traitant du thème abordé ici, merci de compléter l'article en donnant les références utiles à sa vérifiabilité et en les liant à la section « Notes et références ».
Divide & Conquer est le second album studio du groupe d'indie folk américain Vandaveer sorti en 2009.
L'album contient notamment les chansons Fistful Of Swoon et A Mighty Leviathan of Old, toutes deux l'objet de clips vidéos.

## Titres (version américaine)
1. Divide & Conquer - 4;38
2. Fistful Of Swoon - 4:28
3. Resurrection Mary - 4:14
4. A Mighty Leviathan of Old - 4:44
5. Woolgathering - 2:39
6. Turpentine - 4:32
7. Before The Great War - 3:51
8. Long Lost Cause - 2:49
9. The Sound & The Fury - 5:07
10. Beverly Cleary's 115th Dream - 5:18

## Titres (version française)
1. Fistful Of Swoon - 4:28
2. Woolgathering - 2:39
3. A Mighty Leviathan of Old - 4:44
4. Turpentine - 4:32
5. Divide & Conquer - 4;38
6. Resurrection Mary - 4:14
7. Before The Great War - 3:51
8. Long Lost Cause - 2:49
9. The Sound & The Fury - 5:07
10. Beverly Cleary's 115th Dream - 5:18